# Јарослав III Тверски
Јарослав III Јарославич (рус. Ярослав III Ярославич; на крштењу највероватније Анастасије, рус. Афанасий; 1230 — 16. септембар 1271/1272) је био први независни кнез Твера (од 1247. године). Поред тога владао је и Кијевом и Владимиром (од 1263) и у два наврата (1255—1256 и 1266—1267) је био господин Великог Новгорода. Био је син Јарослава Всеволодовича.

## Младост
Године 1246. умро му је отац. Следеће године он је освојио Твер и ту успоставио своју кнежевину, али је 1248. године поражен од браће Александра Невског и Андреја. Године 1252. Александар је отишао у Златну хорду заједно са Андријом, а Јарослав је то искористио и освојио Переслављ Залески. Освојивши град, Јарослав је на себе навукао само гнев браће и Татара и на крају је изгубио град и био заробљен, али је 1254. године побегао на обалу Ладоге, где је био добро примљен.
Године 1255. Новгорођани су га позвали да им буде владар јер су хтели да се отарасе Невског, али га је овај срушио кад се вратио У Новгородску републику. Године 1258. Јарослав је са братом и нећаком Борисом Ростовим, отишао у Златне хорде, где је био дочекан са великом чашћу и признат за кнеза Твера. Потом се измирио са браћом и чак је 1262. помагао Александру против Немаца.

## Велики кнез Владимира
Године 1263. на повратку из Хорде, Александар Невски умро на Волзи и јаук се разлеже широм целе руске земље.
Јарослав се са Андрејом борио око власти над Новгородом, али се кан одлучио за Јарослава. Од Јарослава велики кнежеви Владимира не играју неку нарочиту улогу по којој би се истакли. Са насловом великог кнеза владимирског и целе Русије Јарослав је већим делом седео у својој удеоној кнежевини. Неке од споредних кнежевских столица подигнуте су у за време његове владавине на част великокнежевских, тако да се у североисточној и средњој Русији јавило више великих кнежевина: тверска, смољенска, јарославска, рјазанска, њижегородска. Владимирска је ипак остала најглавнија, сверуска.
Односи Јарослављеви према становништву све више носе обележје феудално. Државна власт је раздељена између огромног броја носилаца. Манастири суделују веома активно у колонизацији и обрађивању дивљих простора. Пре његове владавине време је веће градитељске и у исто време уметничке активности. Тих година у некадашњој суздаљској Русији створена су дивна уметничка архитектонск адела, сачувана и до данас. Имамо ту и лепих образаца кипарства и резбарије у камену (високи и ниски рељеф). Уз стране мајсторе (Грке и Италијане) раде и домаћи, али за време Јарослављеве владавине запажа се дивљаштво, сиромаштво, назадак укуса, немогућност уметничке делатности, што се све потпуно објашњава тешким економским приликама и ужасном политичком ситуацијом. Назадак и мртвило опажа се и на пољу просвете и књижевности. Нема ниједног књижевног имена или дела суздаљске Русије које би вредило споменути у једном кратком прегледу.

## Господин Великог Новгорода
Године 1266. кнез Дмитриј Александрович је протеран из Новгорода, а Јарослав је позван да влада, јер је био ожењен кћерком Новгородског бољара Јурија Михаиловича.
За време Јарослављеве владавине Новгород се налази на врхунцу своје моћи и у јаком саобраћају са шведским градовима и са знаменитим немачким савезом Ханзе. Ханза је имала велику факторију са слагалиштима и католичком црквом у самом Новгороду. Писмених трагова о тим политичким и трговачким односима има пуно у облику уговора и других јавних а донекле и приватних аката.
Пошто су у суседству Новгорода били опасни непријатељи Литванци и Крсташи, он је морао да води рачуна о својој политици, а нарочито у својим односима са осталим руским областима.
Године 1267. Јарослав се сукобио са богатим Новгорођанима, јер су они хтели да убију Литванце који су побегли у Псков, али Јарослав је био против тога. Један од главних узрока раздора било је то што Псков није хтео да за свог гувернера прихвати Јарослављевог сина Свјатослава. Из тог разлога Јерослав је исте године напустио Новгород остављајући свог пријатеља Јурија Андрејевича да влада.

## Рат против Новгорода
Године 1268. на захтев Новгорода, Јарослав је послао својим синовима Михаилу и Свјатославу помоћ против Крсташа и у Ракверској бици су Руси победили. Искористивши ова, за Новгород, тешка времена, он долази у тај град и тражи да се неки људи у њему повуку с власти. Новгород је одбијао, али тако је могао изазвати Јарослављев бес и тако би морао да се бори на два фронта. Новгорођани зато 1270. године склапају неповољан мир са Крсташима.
Разјарени Јаролсав је потом одлучио покорити Новгород, очигледно бесан због одбијања његове заповести. У савез против Новгорода је позвао Дмитрија Александровича, Глеба Смоленског и Татара. Поред њих Јарославу се придружио и брат Василије Костромски, на кога је Новгород био љут због затварања његових трговаца 1269. године.
Целе седмице се водила борба у близини града Рус, док Јарослав коначно није склопио мир с Новгородом и посредник за мир је био митрополит Кирил II. Миром из Новгорода су обе стране морале да чине уступке, а Јарослав је за господина Великог Новгорода поставио бољара Андреја Воротиславича.

## Смрт
Године 1271. Јаролсав је отишао у Хорде са Василијем Костромским и својим синовцем Дмитријем. Јаролсав се са овог пута није ни вратио, умро је 16. септембра 1271/1272. године.

## Породично стабло
| \| \| \| \| \| 2. Јарослав II Всеволодович \| \| \| \| \| \| \| \| \| \| \| \| \| \| \| \| \| \| \| \| \| \| \| \| \| \| \| \| \| \| \| \| \| 1. Јарослав Тверски \| \| \| \| \| \| \| \| \| \| \| \| \| \| \| \| \| \| \| \| \| \| \| \| \| |                     |  |  |                             |  |  |  |
| |                     |  |  | 2. Јарослав II Всеволодович |  |  |  |
| |                     |  |  |                             |  |  |  |
| |                     |  |  |                             |  |  |  |
| |                     |  |  |                             |  |  |  |
| | 1. Јарослав Тверски |  |  |                             |  |  |  |
| |                     |  |  |                             |  |  |  |
| |                     |  |  |                             |  |  |  |